# John Wilkes Booth

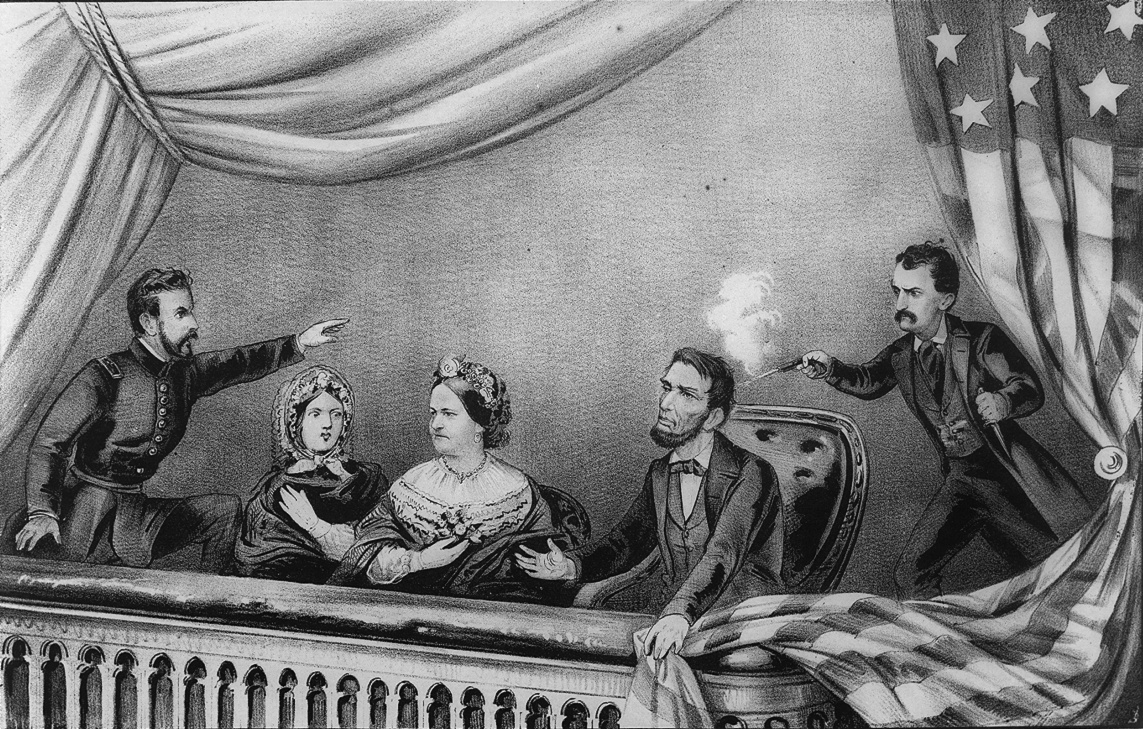
Dibuix de l'assassinat de lincoln per John Wilkes Booth.

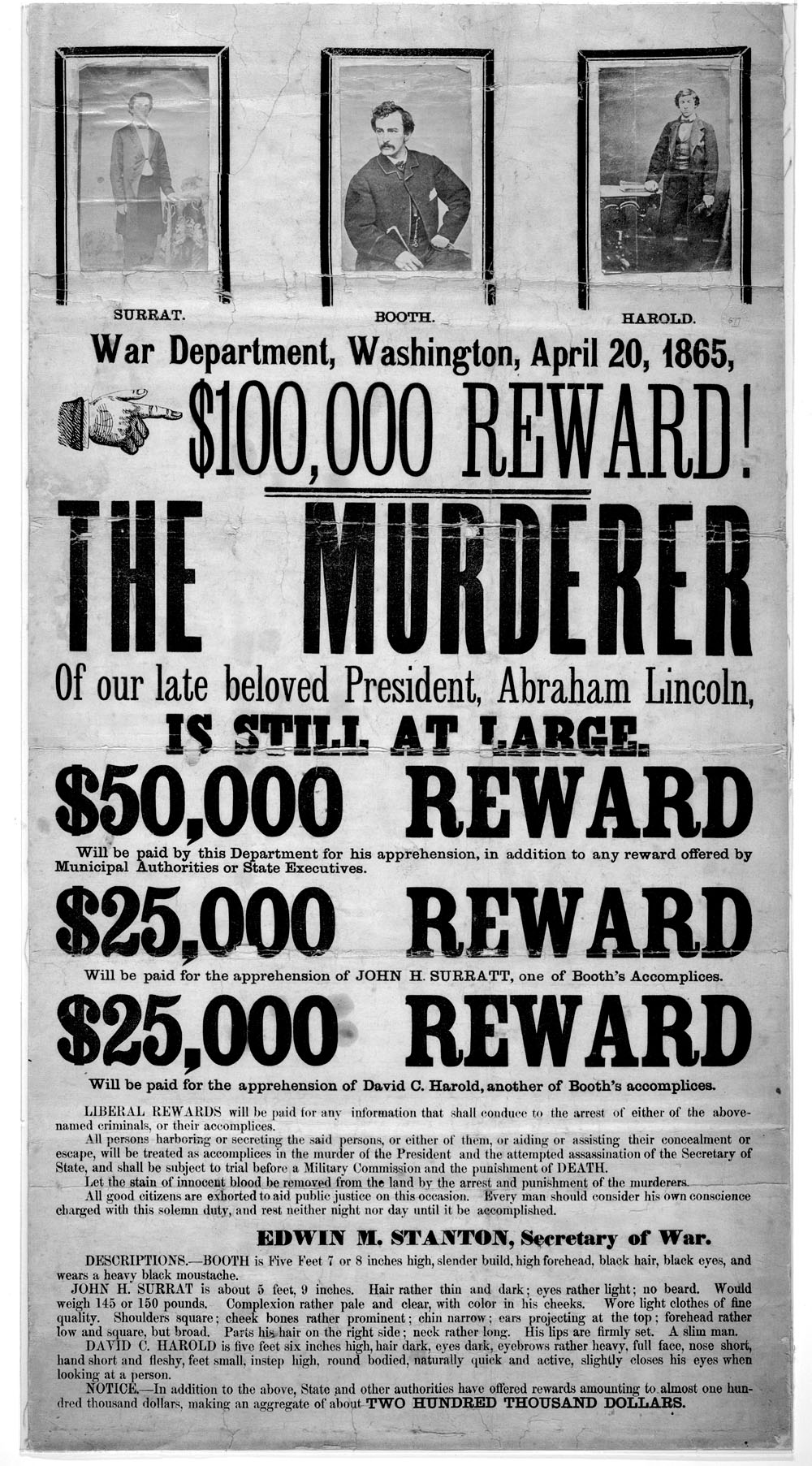
Cartell de crida i cerca de John Wilkes Booth i còmplices per l'assassinat d'Abraham Lincoln.

John Wilkes Booth (Bel Air, Maryland, 1838- Port Royal, Virgínia, 1865) fou un actor dels Estats Units especialment conegut per haver assassinat el president Abraham Lincoln.
Fill del popular actor Junius Booth, des del 1860 actuà a Richmond i es va fer famós arreu de Virgínia i el Sud Profund. Esclavista i sudista furibund, participà en l'escamot que executà John Brown el 1859. El 1864 planejà segrestar Lincoln, i per això es va establir a Washington per a reclutar partidaris. El 14 d'abril del 1865 matà el president Lincoln al teatre Ford d'un tret al cap als crits de Sic semper tyrannis i El sud és venjat. El 26 d'abril fou envoltat per tropes federals a una granja vora Port Royal (Virgínia) i fou mort pels soldats perquè es negà a rendir-se.